# 张凌云 (1931年)
张凌云（1931年—2020年8月12日），男，辽宁盖州人，中华人民共和国政治人物，曾任中共辽宁省委组织部部长，辽宁省政协副主席。